# Ryszard Petru

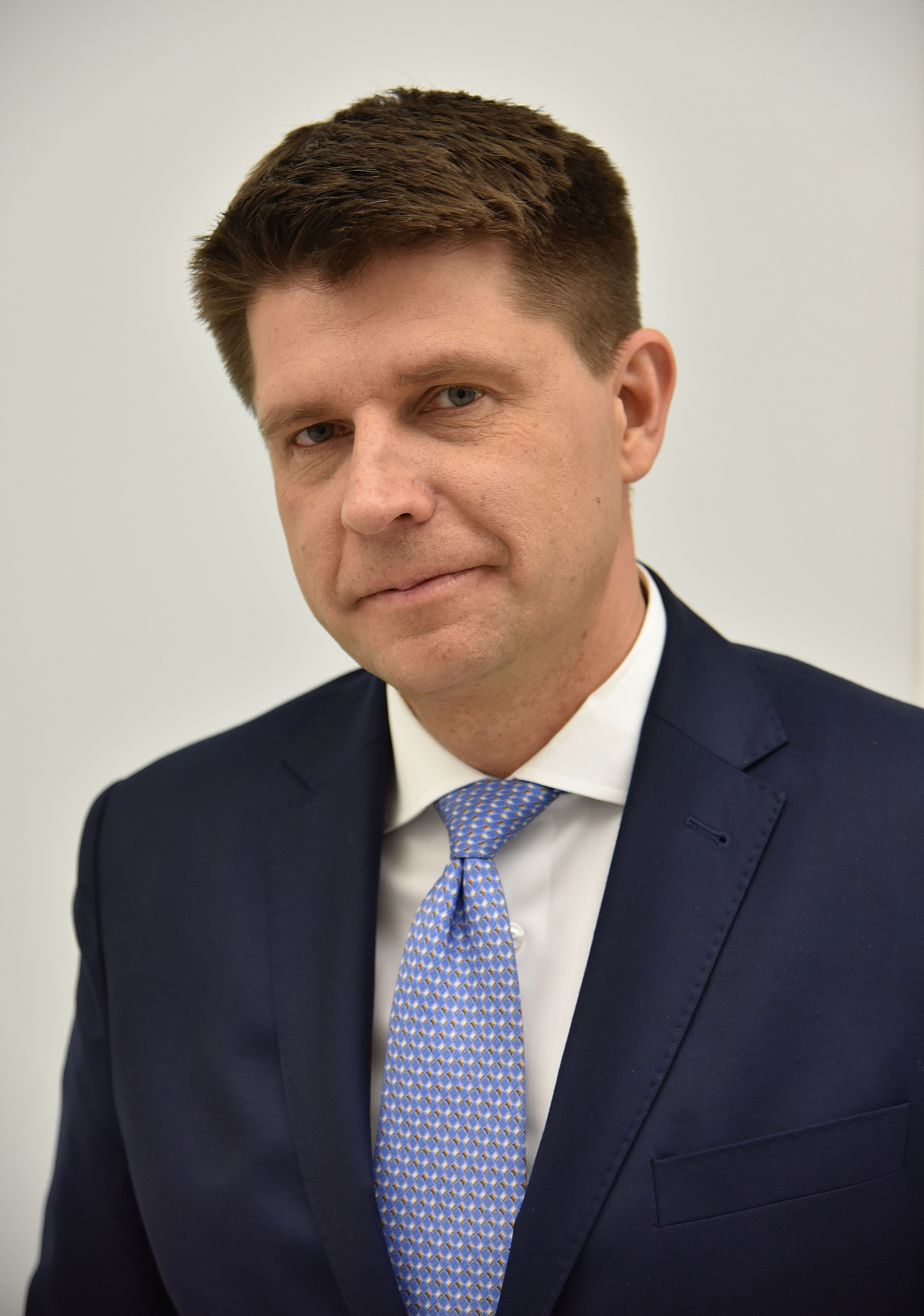
Ryszard Petru (2016)

Ryszard Jerzy Petru (* 6. Juli 1972 in Breslau) ist ein polnischer Ökonom und Gründer der Partei Nowoczesna. Er war seit der Gründung Mitte 2015 bis November 2017 deren Vorsitzender. Von 2015 bis 2019 und seit 2023 gehört er dem Sejm in dessen VIII. und X. Wahlperiode an.

## Leben
Petru wurde als Sohn eines Physikprofessors und einer Physikerin in Breslau geboren und absolvierte dort das Jakub-Jasiński-Lyzeum. Er studierte ein Jahr an der Fakultät für Informatik und Management an der Technischen Hochschule Breslau und erwarb später einen Abschluss in Internationalen Beziehungen an der Szkoła Główna Handlowa. Während seiner Studentenzeit war Petru Assistent des Abgeordneten Władysław Frasyniuk.
Auf Empfehlung seines Dozenten Leszek Balcerowicz nahm er seine Tätigkeit im Zentrum für Soziale und Wirtschaftliche Analysen (polnisch: Centrum Analiz Społeczno-Ekonomicznych) auf. Während Balcerowicz zwischen 1997 und 2000 Finanzminister war, fungierte Petru als Berater im Hinblick auf eine Rentenreform. Eine Beraterfunktion an der Seite von Balcerowicz hatte er bereits im Jahr 1995 inne.
In den Jahren zwischen 2001 und 2004 war er Ökonom bei der Weltbank. Im Rahmen seines Aufgabenfelds befasste er sich mit der Reform öffentlicher Finanzen, Regionalpolitik und dem Investitionsklima. Seine weitere Karriere setzte Petru in den Banken BPH, BRE und PKO BP fort und bekleidete dabei diverse Leitungspositionen. Von 2011 bis 2014 war er Partner bei PricewaterhouseCoopers in der Beratung polnischer Privatunternehmen tätig. Im Jahr 2014 war er kurzzeitig Aufsichtsratsvorsitzender der Polnischen Staatsbahn, wonach er in gleicher Stellung zu Solaris Bus & Coach wechselte. 2020 wurde er geschäftsführender Partner der Wirtschaftsrechtskanzlei Petru Zientek Capital Partners.
Zwischen 2011 und 2015 war er Vorsitzender des Verbands Polnischer Ökonomen (polnisch Towarzystwo Ekonomistów Polskich). Petru ist in zweiter Ehe mit der früheren Sejm-Abgeordneten Joanna Mihułka-Petru verheiratet. Aus seiner ersten Ehe hat er zwei Töchter.

## Politik
Petru war zunächst Mitglied der Freiheitsunion, erhielt jedoch bei der Parlamentswahl 2001 mit 4.646 Wählerstimmen kein Abgeordnetenmandat.
Am 31. Mai 2015 wurde seine Partei Nowoczesna (Die Moderne) gegründet. Bei der Parlamentswahl im Herbst 2015 kandidierte er als deren Spitzenkandidat und erhielt in seinem Wahlkreis Warschau 129.088 Stimmen und zog in den Sejm ein. Seine Partei erhielt landesweit ein Wahlergebnis von 7,6 % und wurde mit 28 gewählten Abgeordneten viertstärkste Kraft im Parlament.
Im November 2017 wurde Petru bei der Wahl zum Parteivorsitzenden überraschend abgewählt und durch seine damalige Fraktionschefin Katarzyna Lubnauer abgelöst. Im Mai 2018 verließ er gemeinsam mit zwei weiteren Mitgliedern wegen Unzufriedenheit die Partei und gründete die Fraktion „Liberalno-Społeczni“. Im Juli 2019 erklärte er seinen Rückzug aus der Politik.
Bei der Parlamentswahl 2023 kehrte Petru für die Partei Polska 2050, der er inzwischen angehörte, auf der Liste des Wahlbündnisses Trzecia Droga wieder in den Sejm zurück. Dort ist er Vorsitzender des Ausschusses für Wirtschaft und Entwicklung. Bei der Europawahl 2024 kandidierte er ebenfalls auf der Liste der Trzecia Droga, gewann aber kein Mandat.